# لورنسيوم
اللورنسيوم  هو أحد العناصر الاصطناعية الموجودة في الجدول الدوري وله الرمز Lr ورقم ذري 103. وهو عنصر بعد-اليورانيوم ونشيط إشعاعيا, كما أنه له فترة عمر نصف صغيرة ويتم تصنيعه من الكاليفورنيوم ولا يعرف له استخدامات حتى الآن.

## خصائص اللورنسيوم المميزة
مظهر العنصر غير معروف، ويمكن أن يكون فضي أبيض أو رمادي فلزي. ولو أن هناك كمية كافية من اللورنسيوم فإنه يعتقد أنها ستكون مشعة. ولا يعرف كثير عن الخواص الكيميائية للعنصر ولكن العمل على ذرات قليلة منه توقعت انه يتصرف مثل الأكتينيدات.
العنصر 103 ينتمي إلى المستوى الفرعي d مثل اللوتيتيوم وعلى هذا فإنه يتم وضعه مع عناصر المستوى الفرعى d الأخرى في سلسلة الفلزات الانتقالية, ولكنه لايزال يتم وضعه في سلسلة الأكتينيدات أحيانا في الجدول الدوري.

## تاريخ اللورنسيوم
تم اكتشاف اللورنسيوم عن طريق ألبرت غيوروسو، تروبيجان سيكيلاند، ألمون لارش، روبرت إم. لاتيمير في 14 فبراير عام 1961 في معمل بيركلى للإشعاع (يسمى الآن معهد لورانس بيركلي القومي للإشعاع) في جامعة كاليفورنيا في بيركلي. وتم إنتاجه بقذف هدف 3 ميلي جرام يتكون من 3 نظائر للكاليفورنيوم بأيونات كل من بورون-10, بورون-11 في معجل خطي أبوني ثقيل (HILAC).
وأصبحت النواة المتبدلة مشحونة كهربيا، ومحاطة بجو من الهيليوم وتم جمعها على طبقة رقيقة لشريط حامل من النحاس. ثم تم تحريك هذا الشريط لوضع الذرات التي تم تجميعها أما مجموعة من كشافات الحالات الصلبة. وقد آخر فريق بيركيلي أن النظير103-257 تم اكتشافه بهذه الطريقة، ويضمحل بانبعاث 8.6 MeV جسيمات ألفا ولها عمر نصف يبلغ 4.2 ثانية. في عام 1967, أفادت الأبحاث في دبنا بروسيا على أنهم لم يستطيعوا تأكيد انبعاث ألفا بعمر نصف 4.2 ثانية مثل 103-257. وتم تعيين ذلك إلى لورنسيوم-258, لورنسيوم-259. وتم تصنيع 11 نظير للعنصر، وكان لورنسيوم-262 أكثرها في فترة عمر النصف إذ بلغ 216 دقيقة (يضمحل إلى نوبليوم-256. وتضمحل نظائر اللورنسيوم خلال انبعاث ألفا، انشطار تلقائي وأسر الإلكترون (بترتيب أكثر الأنواع إلى أقلها).
أصل الاسم، تم تفضيله عن طريق مجتمع الكيمياء الأمريكي, على شرف إيرنست أو. لورانس, مخترع السيكلوترون. كان الرمز Lw مستخدم ولكن في عام 1963 تم تغييره إلى Lr. وفي أغسطس عام 1997 أقر الاتحاد الدولي للكيمياء البحتة والتطبيقية الاسم لورنسيوم والرمز Lr في خلال اجتماع في جينيف.

## وصلات خارجية
- Los معمل لوس ألاموس القومي - لورنسيوم نسخة محفوظة 28 مارس 2005 على موقع واي باك مشين.
- Guide to the Elements - Revised Edition, Albert Stwertka, (Oxford University Press; 1998) ISBN 0-19-508083-1
- العناصر على شبكة المعلومات - لورنسيوم